# USS Triton (SSRN-586)
Pour les articles homonymes, voir USS Triton et Triton.
L'USS Triton (SSRN/SSN-586) est un sous-marin nucléaire d'attaque en service dans l'US Navy de 1959 à 1969. Il est le second sous-marin et le cinquième navire de la marine américaine à porter le nom de Triton, demi-dieu de la mythologie grecque, fils de Poséidon et d'Amphitrite.
Il fut le premier sous-marin au monde à effectuer une circumnavigation en immersion complète au début des années 1960 lors de l'opération Sandblast.
Lors de son entrée en service, il était le plus grand et plus puissant des sous-marins jamais construits et le seul sous-marin non soviétique équipé de deux réacteurs nucléaires.

### Sources
- (en) Cet article est partiellement ou en totalité issu de l’article de Wikipédia en anglais intitulé « USS Triton (SSRN-586) » (voir la liste des auteurs).